# Parafia Narodzenia Najświętszej Maryi Panny w Tarnowcu
Parafia Narodzenia Najświętszej Maryi Panny w Tarnowcu – parafia rzymskokatolicka w Tarnowcu, w diecezji rzeszowskiej w dekanacie Jasło Wschód.

## Historia
Parafia w Tarnowcu należy do najstarszych na Podkarpaciu – została erygowana w 1345.  
Tarnowiec stał się sławny od czasu sprowadzenia w roku 1789 Figury Matki Bożej Tarnowieckiej, zwanej wcześniej Jasielską. Gotycka figura ma 153 cm wysokości. Wykonana jest z drewna lipowego i pokryta polichromią. 

## Obszar
Parafia obejmuje wsie Tarnowiec, Brzezówkę, Dobrucową, Potakówkę, Roztoki, Sądkową, Umieszcz i Wrocankę. 

## Miejsca święte

### Kościół parafialny
Obecny kościół został zbudowany w latach 1935–1949. Jest czwartym z kolei, poprzednie uległy naturalnemu zniszczeniu. 
Kościół jest murowany z cegły, kryty blachą i otynkowany. Wybudowany jest w stylu rzymskich bazylik – trzynawowy z frontonem, w formie portyku, wspartym na sześciu potężnych kolumnach. Ma okazałą czworoboczną wieżę z zegarami z każdej strony.

### Kościół filialny
W miejscowości Wrocanka znajduje się kościół filialny pw. św. Jana Chrzciciela, wybudowany w roku 1987.

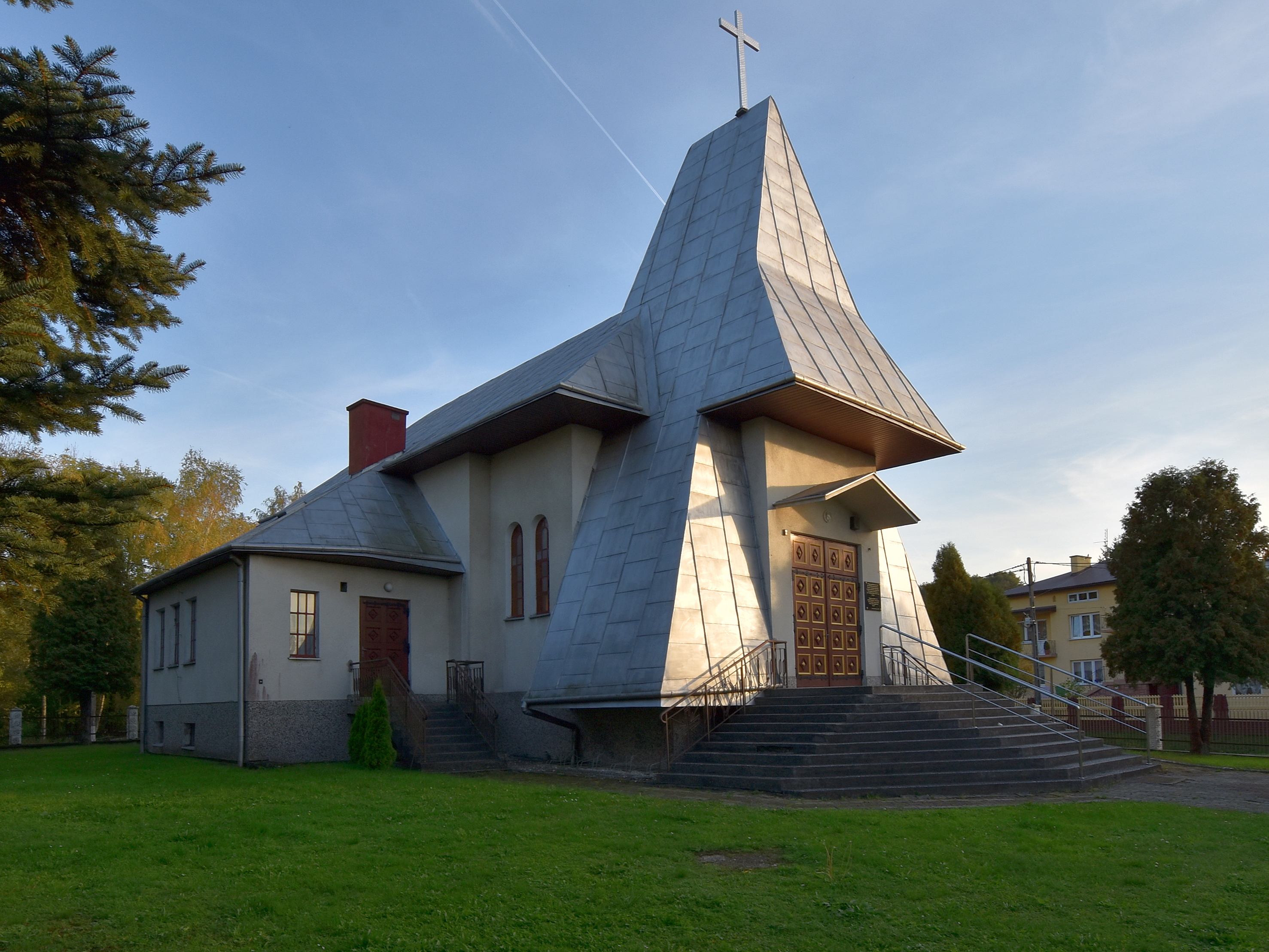
Kościół filialny we Wrocance